# Морнос
Морнос (грец. Μόρνος) — річка в Греції. Довжина 70 кілометрів. Витік знаходиться на південному схилі Ети. Протікає на південь між Вардусією, Етою, Гьоною і горами Лідорікіона (Όρη Λιδωρικίου). Поряд з ущелиною Лідорікіона повертає на захід, по вузькій долині протікає на південний захід, а потім повертає на південь і впадає в Коринфську затока поблизу кордону з затокою Патраїкосом, на схід від Нафпакта. Гирло утворює невелику ділянку з постійними наносами мулу. Площа водозбору 1180 квадратних кілометрів.
На річці існує однойменне водосховище. У травні 1969 року розпочато будівництво земляної греблі в 7 кілометрах на захід від Лідорікіона, завершене в 1979 році. У 1981 році водосховище було заповнено. Гребля є однією з найбільших в Європі. Об'єм водосховища 17 кубічних кілометрів.
У давнину гора була відома як Гілеф або Ілеф (Ύλαιθος).